# Barbara Hambly
Œuvres principales
- Le Sang d'immortalité

Barbara Hambly, née le 28 août 1951 à San Diego aux États-Unis, est une écrivaine américaine de fantasy et de science-fiction. 

## Biographie
Barbara Hambly a vécu les premières années de sa vie à Montclair en Californie. Elle fait ensuite des études en Australie ainsi qu'à l'université Bordeaux III et à l'université de Californie à Riverside où elle obtient une maîtrise d'histoire médiévale en 1975. 
Elle choisit rapidement se consacrer uniquement à l'écriture, mais, suivant l'avis d'amis qui lui certifient qu'il est impossible de percer et de gagner de l'argent comme écrivain, elle exercera d'autres métiers et sera respectivement professeur, mannequin, serveuse, éditrice, commis dans un magasin de liqueur et professeur de karaté.
Finalement, son premier roman, Les forces de la nuit, est publié en 1982 et le succès lui permet de se consacrer uniquement à sa passion.
De 1994 à 1996, elle est présidente de la Science Fiction and Fantasy Writers of America. Elle est la première spécialiste de fantasy à occuper ce poste qui était auparavant, réservé à des écrivains de science-fiction.
Bien qu'elle soit particulièrement connue pour ses romans de fantasy (en particulier le cycle de Darwarth et la série Winterlands), elle a également écrit plusieurs histoires de vampires (Those Who Hunt the Night et Traveling With the Dead), une série policière,  et s'est aventurée dans des franchises commerciales, telles que Star Trek (Ishmael, Ghost Walker et Crossroad) et Star Wars pour Les Enfants du Jedi et La Planète du crépuscule.
Elle a épousé George Alec Effinger peu de temps avant la mort de celui-ci.

## Œuvres

### SérieSun Cross
1. (en) Sun-Cross, 1992
2. (en) The Rainbow Abyss, 1991
3. (en) The Magicians of Night, 1992

### SérieSun-Wolf
1. (en) The Unschooled Wizard, 1987
2. (en) The Ladies of Mandrigyn, 1984
3. (en) The Witches of Wenshar, 1987
4. (en) The Dark Hand of Magic, 1990

### Cycle de Darwarth
1. Les Forces de la nuit ((en) The Time of the Dark, 1982) [détail des éditions]
2. Les Murs des ténèbres ((en) The Walls of Air, 1982) [détail des éditions]
3. Les Armées du jour ((en) The Armies of Daylight, 1983) [détail des éditions]
4. (en) Mother of Winter, 1996
5. (en) Icefalcon's Quest, 1998

### SérieEmpire of Ferryth
1. L'Invité malvenu, Les Moutons électriques, 2006 ((en) Stranger at the Wedding, 1994), trad. Michelle Charrier, 352 p.  (ISBN 2-915793-20-4)Également publié sous le nom Sorceror’s Ward
2. (en) The Silent Tower, 1986
3. (en) The Silicon Mage, 1988
4. (en) Dog Wizard, 1993

### SérieJames Asher
1. Le Sang d'immortalité, Pocket, coll. Terreur ((en) Those Who Hunt the Night, 1988)Également publié sous le nom Immortal Blood - Prix Locus du meilleur roman d'horreur 1989
2. Voyage avec les morts ((en) Travelling with the Dead, 1995)
3. (en) Blood Maidens, 2010
4. (en) Magistrates of Hell, 2012
5. (en) The Kindred of Darkness, 2014
6. (en) Darkness on His Bones, 2015
7. (en) Pale Guardian, 2017
8. (en) Prisoner of Midnight, 2019

### SérieWinterlands
1. Fendragon, Pocket, coll. Fantasy ((en) Dragonsbane, 1985)
2. (en) Dragonshadow, 1999
3. (en) Knight of the Demon Queen, 2000
4. (en) Dragonstar, 2002

### SérieBenjamin Janvier
1. L'Innocence de janvier ((en) A Free Man of Color, 1997)
2. Une saison de fièvre ((en) Fever Season, 1998)
3. La Poussière des ombres ((en) Graveyard Dust, 1999)
4. Les Oubliés du fleuve ((en) Sold Down the River, 2000)
5. (en) Die upon a Kiss, 2001
6. (en) Wet Grave, 2002
7. (en) Days of the Dead, 2003
8. (en) Dead Water, 2004
9. (en) Dead and Buried, 2010
10. (en) The Shirt on His Back, 2011
11. (en) Ran Away, 2011
12. (en) Good Man Friday, 2013
13. (en) Crimson Angel, 2014
14. (en) Drinking Gourd, 2016
15. (en) Murder in July, 2017
16. (en) Cold Bayou, 2018
17. (en) Lady of Perdition, 2020
18. (en) House of the Patriarch, 2021
19. (en) Death and Hard Cider, 2022
20. (en) The Nubian’s Curse, 2023
21. (en) Murder in the Trembling Lands, 2025

### SérieBeauty and the Beast
Il s'agit d'une adaptation de la série TV.
1. La Belle et la Bête ((en) Beauty and the Beast, 1989)
2. (en) Song of Orpheus, 1990

### UniversStar Trek

#### Série originale
- (en) Ishmael, 1985
- (en) Ghost Walker, 1991
- (en) Crossroad, 1994

### UniversStar Wars
- Les Enfants du Jedi, Presses de la Cité, 1996 ((en) Children of the Jedi, 1995)Réédition, Fleuve noir, coll. « Star Wars » no 23, 1999 (ISBN 2-265-06806-3)
- La Planète du crépuscule, Presses de la Cité, 1998 ((en) Planet of Twilight, 1997)Réédition, Fleuve noir, coll. « Star Wars » no 29, 2000 (ISBN 2-265-06968-X)

### Romans indépendants
- (en) Search the Seven Hills, 1987
- (en) Dark Hand of Magic, 1991
- Les Magiciens de la nuit ((en) Magicians of the Night, 1992)
- La Fiancée du dieu Rat, Les Moutons électriques ((en) Bride of the Rat God, 1994)
- (en) Magic Time, 2001Écrit avec Marc Scott Zicree (en).
- (en) Sisters of the Raven, 2002
- (en) Night's Edge, 2004Écrit avec Maggie Shayne (en) et Charlaine Harris.
- (en) Circle of the Moon, 2005

### Recueils de nouvelles
- (en) Sisters of the Night, 1995Écrit avec Martin H. Greenberg.